# Sanem
Sanem (lb. Suessem, niem. Sassenheim) − miejscowość i gmina (gemeng / commune / Gemeinde) w południowym Luksemburgu, w kantonie Esch-sur-Alzette. Do 3 października 2015 gmina leżała w dystrykcie Luksemburg. Siedziba administracyjna gminy znajduje się w miejscowości Belvaux. Liczy 18 333 mieszkańców (1 stycznia 2023).  

## Podział administracyjny
Do gminy należy osiem miejscowości, w tym cztery (Uertschaft) oraz cztery lieu-dit:
1. Aessen, lieu-dit
2. Arsdorferhof (Uerschterhaff), lieu-dit
3. Belval, lieu-dit
4. Belvaux (Bieles / Beles)
5. Ehlerange (Éilereng / Ehleringen)
6. Sanem (Suessem / Sassenheim)
7. Scheuerhof (Scheierhaff), lieu-dit
8. Soleuvre (Zolwer)

## Współpraca
Miejscowość partnerska:
- Chauffailles, Francja